# Hipólito Cabaço
Hipólito Falcão Toar e Athayde Barreto de Almeida da Costa Cabaço (Paiol, (Aldeia Galega, Alenquer), 20 de Setembro de 1885 - 1970) foi um arqueólogo português.

## História
Foi o primeiro filho de Dona Maria da Piedade Barreto de Almeida e Costa e de Manuel da Costa Cabaço, um conhecido lavrador e comerciante da região.
Em 1901 viaja para a região de Bordéus (França), sob protecção do seu padrinho, com o objectivo primordial de uma especialização no tratamento e fabrico de vinho. Aí viveu dois anos, que se revelariam primordiais para marcar a formação da sua personalidade, bem como alterar o seu rumo profissional.
Num ambiente marcado pelo contacto com uma Europa culta, particularmente no domínio da História, e numa altura em que se recolhiam nos Museus franceses importantes espólios da então designada "Idade da Pedra", Hipólito Cabaço viria a descobrir a sua verdadeira paixão: a Arqueologia.
Regressa a Portugal em 1903, ano em que inicia as suas primeiras pesquisas arqueológicas, numa das suas propriedades, sita em Alenquer. O entusiasmo dessa primeira descoberta levaria a muitas outras.
Precursor da arqueologia na região de Alenquer, aí viria a identificar dezenas de sítios arqueológicos, de que são exemplo o Castro da Pedra de Ouro e o Castro da Ota, entre outros.
As suas explorações não se limitaram apenas ao concelho de Alenquer, mas também a outros, com sejam os de Salvaterra de Magos, Azambuja, Cadaval, Peniche, Caldas da Rainha, Santarém, Abrantes, Elvas.
viria, a partir do seu legado, marcar o panorama da arqueologia portuguesa na 1ª metade do século XX, a ele se devendo um vasto trabalho de prospecção.
Actuou como uma espécie de arqueólogo “de bastidor”, ao lado de importantes investigadores do seu tempo, como Afonso do Paço, Eugénio Jalhay, Luciano Ribeiro, Rui de Serpa Pinto, Mendes Corrêa e Santos Júnior, com quem trocava inúmera correspondência acerca dos seus achados, e que foram considerados no estudo ora em apreço.
Tal como refere Carlos Fabião, «Ao lado destas (…) figuras maiores, que foram Heleno e Corrêa, existiu todo um grupo de homens que poderemos definir como voluntaristas e práticos, que constituíram o grupo mais fecundo e produtivo, se preferirmos, a “verdadeira face” da arqueologia portuguesa dos segundo e terceiro quartéis do século XX, (…)”(FABIÃO, 1999). Colaborou na Revista de Arqueologia  (1932-1938).
Em 1944 vendeu à Câmara Municipal de Alenquer a sua colecção arqueológica, composta por cerca de 15000 peças - na qual se conta uma riquíssima parte atribuível do Paleolítico -, que foi integrada num espaço museológico criado na década de 70 - Museu Municipal Hipólito Cabaço.

## Obras
- Estela funerária de Alenquer (1935);
- Paleolítico das Caldas da Rainha (1964), com Manuel Afonso do Paço